# 出川展恒
出川 展恒（でがわ のぶひさ、1962年 - ）は NHK解説委員室所属のNHK解説主幹。東京都出身。

## 経歴
東京大学教養学部教養学科国際関係論分科を卒業後の1985年4月1日、NHKに入局。同期は 大越健介。初任地は『NHK佐賀放送局』。記者として5年間在籍。1990年より、報道局国際部記者に異動。1991年より海外特派員としてイランのテヘランに1年間駐在し、ソビエト連邦の崩壊を隣国のアゼルバイジャン共和国で取材した。翌年帰国すると、旧ソビエト連邦・中央アジアの独立国家を長期取材し、番組やニュースリポートを制作。1993年、パレスチナ暫定自治合意後、エルサレムに長期出張した後、1994年より『NHKエルサレム支局』の初代支局長に就任。通算4年余りの在任期間中、主に中東和平プロセスを報道。1995年11月のイスラエルのラビン首相の暗殺事件では、いち早く現場から中継リポートした。1998年、日本に帰国。報道局国際部デスクを務めた。2001年9月11日に発生したアメリカ同時多発テロ事件の際は、連日、東京のスタジオで解説出演し、12月から翌2002年1月にかけて、タリバン政権崩壊後のアフガニスタンから中継リポートを送り続けた。2002年から『NHKカイロ支局』長に就任。主にイラク戦争報道で、バグダッドから中継報告を連日行った。特に2003年の サッダームフセイン最後通告拒否のニュースはアンマンから中継し、最新の国際情勢を伝えた。4年間在籍した後、2006年に日本に帰国。同年7月には『NHK解説委員室』解説委員に就任し中東・イスラム地域を担当。中東・北アフリカの政変、イラン核開発問題、イスラエル・パレスチナ問題、国際テロ組織の活動などを、NHKの解説番組やラジオ・テレビの各報道番組解説コーナーにて解説。現地取材も重ねている。